# 南京保卫战
南京保卫战或南京戰役、南京之役，是1937年繼淞滬會戰之後，大日本帝國中支那方面軍向中華民國首都南京推進的戰役。日本稱為南京攻略戰。

## 背景
盧沟桥事变后，国民政府军事委员会决定在上海开辟第二战场，讓中华民国的抗日战争獲國際注目，並希望藉國際壓力逼迫日本停止進攻華北。1937年8月11日，军事委员会下令國民革命軍第三十六师、第八十七师和第八十八师投入上海，向日本上海租界发动进攻，随後因作戰不利逐漸自各地加運部隊至上海；随後因战局僵持，中日双方均调集大量军队投入这一战场。国軍投入70万兵力，日軍前后增援30万兵力左右。日方從戰局僵持到後期登陸杭州灣取得战场主动权，最终取得淞滬會戰全面優勢。國軍面臨前後夾攻，因此全線撤退。國民政府於1937年10月末決定遷都，而军事委员会仍留南京；然至1937年11月，军事委员會便已移至武漢。
1937年11月7日，日本參謀本部向中支那方面軍下達「臨命600號（統制線）」，規定中支那方面軍的作戰區域為蘇州、嘉興連結之線以東，只掃蕩上海附近之敵，不准進取南京。11月9日，蔣介石命令上海國軍全面向南京及杭州撤退。11月12日，上海全部陷落。11月13日，日軍艦15艘入長江。11月20日，國民政府正式宣告移都重慶。
11月24日，蔣任命唐生智為南京衛戍司令部司令官。當時南京城防工事亦稍有規模，據一般估計，均可守一相當時期，而各方且又相信蘇嘉線工事可能發生作用，故各機關及私人撤退，無一定計劃，及至京滬戰事急轉直下，若干人已無法撤退:82。
日本參謀本部下達「大陸指第5號（第二統制線）」，廢除臨命600號統制線，中支那方面軍之作戰區域擴大到無錫、湖州一線以西部分地區。11月28日，隨著無錫、常州、廣德的淪陷，日本參謀本部決定向南京追擊。

## 外交局勢
中日戰爭爆發後，中華民國國民政府穿梭於英、美、德、蘇之間，希望藉由列強發揮牽制日本的作用，但西方國家的注意力仍集中在西班牙內戰，對日軍行動採取消極姑息的綏靖政策。
美國國內正面臨嚴重的經濟恐慌，無力對日方進行制裁。美國政府此時禁止美國船隻向交戰國運輸戰時禁制品（1935年8月31日所通過的中立法），其禁令阻礙國民政府取得武器；英國則保持中立，均有利日方的戰事。

### 國聯申訴案
1932年3月，滿州國成立。1933年3月27日，日本退出國際聯盟。
1937年9月10日，國際聯盟第99屆常委會，中華民國代表顧維鈞在日內瓦依《國際盟約》第10、11、17條，向國際聯盟提出申訴日本侵華。9月16日，國聯進行中華民國申訴書的討論。9月28日，國聯常委會僅譴責日本轟炸中華民國平民，並沒有制裁日本的打算。9月29日，國聯諮詢委員會經連日會議後，英國代表發表：「按照常规，中日兩國關係應由兩國直接解決。惟從國聯義務上言則不應如是。此次衝突不能謂為事關兩國，實則與遠東有經濟利益之各國均有關係」。10月1日，日本政府發表聲明，拒絕國聯調解中日衝突。10月4日，國聯諮委會承認日本軍事行為是事實，但不願用「侵略」的字眼。經顧維鈞抗議爭辯均無效果。10月5日，美國總統羅斯福發表隔离演說。國聯諮委會因此受到激勵，重新起草會議報告，並建議採取具體步驟阻止日本侵華。但11月6日，意大利加入德日協定，12月1日，協會承認滿州國，12月11日義大利跟進，退出國際聯盟。
1938年2月2日，國聯決議鼓勵會員國援助中華民國。9月30日，國聯通過決議，由各會員國個別依盟約第16、17條對日本進行經濟制裁。

### 九國公約會議（比京會議）
1937年10月22日，蔣中正在與駐俄大使蔣廷黻的電報上，表達英美可能偏袒日本的擔憂：（節錄）
九國會議在即，現在所亟應考慮者，我國此次固為自衛而戰，亦為遠東整個安危之所繫。……惟英美為求息戰起見，是否將有過分遷就日本之處，殊堪顧慮。日本正在橫行無忌，如不參加會議、或拒絕一切調解，愈見其甘為戎首。……。
11月3日，於比利時布魯塞爾召開九國條約會議，日本、德國均拒絕派代表參加會議，日本政府聲明中日兩國紛爭他國沒有權利干涉。義大利則重申要求中日兩國直接交涉，並在會議上反對向日本施行經濟封鎖。國民政府訴求倣效華盛頓會議解決山東問題（11月5日中國國防最高會議擬訂），希望各國協助中華民國與日本交涉。英國表達中立，美國在會議中聲明不介入戰爭，法國則表示無能為力。中華民國代表顧維鈞抗議會議中沒有對日本進行任何制裁，11月24日宣佈無限期休會，此會議終究沒有任何具體成果。

### 陶德曼調停
1937年6月，應德國政府駐中華民國大使陶德曼之邀，中華民國行政院副院長孔祥熙率團訪問德國，與希特勒詳談中德關係發展。9月，國民政府派特使蔣方震赴德國，希望促使第三方調停中日戰爭。11月2日，日本外交部透過德國駐日大使迪克生提出「中國事變對處要綱」。11月5日，陶德曼在南京與孔祥熙會晤，轉達日方的媾和條件。11月6日，迪克生大使訪問日本外務大臣廣田弘毅，傳達中華民國的回應：蔣中正表示因為中日戰事現受到九國條約會議的關注，除非日本恢復到戰前狀態，否則他不接受任何條件，而且他也不承認收到日方媾和內容，將不被日方分化離間的手段影響。11月24日，九國公約會議無限期休會，國民政府未獲得實質成果。12月2日，蔣中正向陶德曼表示以保全領土主權為基礎，願與日本進行和平談判。12月21日，隨著南京的淪陷，日本強硬派抬頭，日本政府重新研議媾和條件，除原先內容外另要求中國賠款、建立非武裝地帶等。德使迪克生對此媾和條件感到非常失望，認為內容已非主權國家能接受的。12月26日，陶德曼向孔祥熙轉達日方四項新要求，蔣中正在日記中留下：
倭所提條件如此苛刻，決無接受餘地。

近日，各方人士與黨中重要負責同志，均以軍事失敗，非速求和不可，幾乎眾口一詞。殊不知此時求和，無異滅亡！……
12月31日，汪兆銘在國防會議：「與孔委員見蔣主席商談德使所轉遞之日本條件經過。蔣主席意須考慮國家主權，如外交、政治、財政一無自由，則妨礙國家生存，無從談起。現在一、革命之立場不可放棄；二、外交途徑未絕望；三、財政雖告困難，軍事上需要時間整理。故決定暫不正式答覆。」
1938年1月2日，蔣中正決心與其屈服而亡，不如戰敗而亡，堅持抗戰國策。1月9日，日本駐中華民國大使川越茂於上海傳遞日方訊息：「國民政府未有和平交涉之意……恐怕日本將會否認國民政府為中國中央政府。」1月11日，日本大本營舉行御前會議，通過「處理中國事變的根本方針」：「對於中國現中央政府，帝國謀求將其消滅，或設法收容於新興中央政權旗幟下」。

1月16日，日本發表第一次近衛聲明：

日本政府攻佔南京以後，仍為對中國國民政府反省給予最後機會已達今日。但國民政府不瞭解帝國的真意，竟策動抗戰……今後日本政府不以國民政府為對手，期待足夠與日本確實合作之新興中國政權的成立發展……。
16日傍晚，日本接到德國駐日使館轉達孔祥熙的中日和平口述筆錄，參謀本部認為中國有和平誠意，以無希望處理是日本內閣重大的錯誤判斷；同日，蔣中正通知陶德曼：「如日本再提苛刻原則，則拒絕其轉達。」1月18日，國民政府發表「維護領土主權與行政完整之聲明」，中日兩國各自召回雙方駐館大使（20日，許世英自橫濱向上海撤離；28日，日本召回川越茂大使）。陶德曼的和平調停工作至此停止。
1月24日，日本參謀本部認為，中國戰事短期內無法結束，應扶植親日政權，避免消耗國力。日本宣佈四點：「一、日本不與國民政府交涉。二、為阻止外國援華，仍可對華宣戰。三、日本對華北新政權居於監護人地位。四、絕不容許第三者出面調解。」

### 蘇聯方面
1937年8月21日，在史達林的堅持下，蘇聯與中華民國簽訂《互不侵犯條約》，兩國和解。9月8日，楊杰率領考察團赴俄國購買軍火，國民政府希望借道滇越鐵路來運輸，但法國認為轉運軍火恐招惹日方報復，在顧維鈞、李石曾、孔祥熙、陳公博、蔣百里等人赴法交涉與美國的協助下，法國同意經法属印度支那轉運軍需物資，直到1940年6月法國向德國投降，維希法國成立，日軍進駐法属印度支那為止。11月30日，蔣中正致電史達林：「中國今為民族生存與國際義務已竭盡其最後、最大之力量矣，且已不得已退守南京，惟待友邦蘇俄實力之應援，甚望先生當機立斷，仗義興師。」12月5日，史達林推诿回電：「……需在九國公約國同意共同對付日本，且經兩個月後的最高蘇維埃會議批准，才可出兵。」

## 保衛戰的決定
11月，對於首都防衛，白崇禧一開始便表示：「現部隊已殘破不全，也沒有後續部隊可調度，建議宣佈南京為不設防城市。」張群則說：「如我軍自動退出南京，將來和談時，日軍就不能以武力攻佔南京的戰勝者自居。」陳誠當時也反對守南京。
劉斐回忆：“战局的演变，使蒋介石筹建了多年的吴福线和锡澄线国防工事，丝毫没有起到阻止敌人前进的作用，出乎意外地迫使他急于解决南京防守的问题。”11月中旬连续在蔣中正的中山陵园官邸召开了三次高级幕僚会议。
11月12日，蔣中正召開第一次防衛會議，何应钦、白崇禧、徐永昌和作戰組組長劉斐等几个人参加，蒋公说：“说南京是国际观瞻所系，守是应该守一下的，至于如何守法，值得再加考虑。”劉斐建议：「日軍擁有海陸空優勢，國軍將處在立體包圍之下，加上上海會戰損失太大，國軍未經整訓，無法恢復戰力。建議用12至18個團象徵性的適當抵抗後主動撤退。」與會的何應欽、白崇禧、徐永昌均表示支持。蔣中正並沒有馬上作出決定，但在會議之後曾一度有不守南京的念頭。
11月17日第二防衛會議有何应钦、白崇禧、徐永昌、劉斐，以及唐生智（时任军法执行总监部总监）、王俊（时任第一部次长）、谷正伦（时任南京警卫司令）参加，蒋公在这次会上既没有作肯定的决定，也没有改变以前的部署。唐支持蒋公守的意见，白、刘坚持应付守一下的原意，其他人没有明确表态。然唐虽然主张守，却认为应由谷正伦、桂永清为城防正、副司令，或再加上罗卓英为总司令就可以了，这一点同蒋公设想不符，再次休会。
11月18日一整天，蒋找唐生智沟通，带领唐到了南京复廓一带看桂永清所指挥的教导总队的阵地。蒋希望由唐来守，在唐应允后，11月18日召开第三次防衛會議，會議上蒋问：“谁负责固守南京为好?”这时没有一个人做声。最后唐生智打破了一时的沉寂，坚决地说：“委员长，若没有别人负责，我愿意勉为其难，我一定坚决死守，与南京城共存亡!”「現在敵人已迫近首都，首都是國父陵寢所在地。值此大敵當前，在南京如不犧牲一二員大將，我們不特對不起總理在天之靈，更對不起我們的最高統帥。本人主張死守南京，和敵人拼到底！」蒋说：“很好，就由孟潇负责。”蒋并望着何应钦说：“就这么办，有什么要准备的，马上办，可让孟潇先行视事，命令随即发表。”何應欽表示唐生智擔負這個責任很適當，蔣中正也認為，南京為首都所在，總理陵寢所在，不可不作重大犧牲，期望固守南京三個月至一年。白崇禧回忆参加第三次作战会议： 

“淞沪会战转移阵地之前，对南京防守事宜，蒋委员长曾经召开高级将领会议。出席之高级将领有参谋总长何敬之将军，训练总监唐生智将军，第一部副部长王俊将军与我等人。委员长在会场宣称南京是我们之首都，国父陵寝之所在地，必须防守。会中询问谁愿担任防守责任，唐生智立起发言，慷慨陈词，自愿防守。他批评自抗战以来中下级士官牺牲甚多，但未见有高级军官牺牲者，他愿担任防守责任与城共存亡。委员长嘉奖其壮志，但与会人多为唐担心。因为参加南京保卫战的部队，多是甫由淞沪战场撤下，有的部队伤亡过半，至少也在三分之一以上，而沿途撤退，上有敌机，后有追兵，士气非常低落。以久战疲敝之师来保卫南京，这是我们为唐担心的最大原因。

宋希濂回忆：

“我于二十三、二十四两日先后会见了唐、白崇禧、张群、王俊（第一部次长）、钱大钧（蒋之侍从室主任）、萧自诚（蒋之秘书）等人，大体了解到关于守卫南京的会议经过及计划。自敌军在金山卫登陆，上海战局急转直下之后，“守不守南京”成为当时军事上的中心问题。蒋介石于十七、十八两日曾三次遨集何应钦、白崇禧、唐生智、徐永昌、王俊，刘斐、谷正伦等人开会。……由于意见分歧，在头两次会议上未作出决定。到十八日晚最后的一次会议，蒋介石说：“南京是我国的首都，为国际观瞻听系，对全国人心也有重大影响，完全不守是不可以的。应较十二个团的兵力酌量增加。”随着蒋介石就问：“守南京问题就这样奂定，大家看谁来负责好？”当时都没有人作声，沉默了一会儿。唐生智自告奋勇说军人以身许国，当此危难之际，何能畏难以求荀安。如果委员长还没有预定人来担任，我愿负此责。”

据这些人回忆，李宗仁未参加保卫南京的三次作战会议。但有说法李宗仁也参加了防守南京三次作战会议，主張棄守南京：「南京在戰術上是個絕地，敵人可三面合圍，而北面又阻於長江，無路可退，以新受挫折的部隊來坐困孤城，實難望久守。」蔣中正詢問德國軍事顧問亞歷山大·馮·法肯豪森，他以軍事觀點贊成李宗仁的論點，並竭力主張「不作無謂的犧牲。」
11月20日，蔣中正任命唐生智為南京衛戍司令官。11月21日，蔣中正在日記中留下：「文人老朽，以軍事失利，皆倡和議，而高級將領，亦有喪膽落魄而望和者。嗚呼！若輩竟無革命精神若此，究不知其昔日倡言抗戰之為何也。」11月23日，日軍至無錫，無錫一失南京屏障已去:81。宋希濂回忆：“截至11月25日止，国民政府所属各机关都已迁移到武汉或重庆去了。在八一三上海战争未爆发以前，南京人口约为100万，至此所剩仅30余万。”11月26日，日記：「南京孤城不能守，然不能不守，對國對民殊難為懷也。」11月27日日記：「余能多留京一日，則國家與人民及前方軍隊多一日之益，總理與陣亡將士亦多得一日之安。」11月27日，蔣巡視南京城防工事。11月28日，另一路日軍進犯宜興:82。12月1日，蔣下令將沿海工廠、企業等陸續遷入內地復工生產。

## 參戰部隊

### 中国方面
刚从上海前线撤退下来的第36师、第87师和第88师，加上从他处抽调来的10个师，总共13个师，再加上由军事学院学生组成的教导总队（共计1万2千余人）、宪兵部队、江宁要塞部队，理想上這些部隊滿編將有18萬人左右，然而除去第10軍的第41師及第48師是漢口開來的增援部隊，其餘均是由上海戰場撤出，受創整補中的殘部。因此實際上沒有滿編，按唐生智統計約有8萬人，其中新兵就佔3萬人。

### 日本方面
奉皇命「大陸命第7號」，中支那方面軍戰鬥序列主要由上海派遣軍和第10軍構成。此外，還有通信部隊、鉄道部隊、航空部隊、工兵部隊、兵站部隊等。日軍大將松井石根屬於「中國一擊論」的強硬派，認為日本唯有透過前線將領擊垮國民政府才能解決中國問題。第10軍軍团長柳川平助也是主戰派，無視參謀本部的統制線範圍，放任各師團追擊國軍，以逼迫大本營擴大戰線。
| 中國軍隊作戰序列 | 日本軍隊作戰序列 |
| --- | --- |
| - 南京卫戍司令部：司令长官唐生智，副司令长官罗卓英、刘兴，参谋长周斓，副参谋长佘念慈 - 第二军团暨国民革命军第十军：军团长暨軍长徐源泉 - 第四十一师：师长丁治磐 - 第四十八师：师长徐继武 - 国民革命军第六十六军：军长叶肇 - 第一五九师：师长谭邃、罗策群（代理） - 第一六〇师：师长叶肇（兼） 参谋长司徒非 - 国民革命军第七十一军：军长王敬久 - 第八十七师：师长沈发藻 - 国民革命军第七十二军：军长孙元良 - 第八十八师：师长孙元良（兼） - 国民革命军第七十四军：军长俞济时 - 第五十一师：师长王耀武 - 第五十八师：师长冯圣法 - 国民革命军第七十八军：军长宋希濂 - 第三十六师：师长宋希濂（兼） - 国民革命军第八十三军：军长邓龙光 参谋长陈文复 - 第一五四师：师长巫剑雄 - 第一五六师：师长李江 参谋长姚中英 - 教导总队：队长桂永清 - 第一〇三师：师长戴之奇（代） - 第一一二师：师长霍守义 - 南京警備總队：大队长桂永清（兼） - 宪兵部队（憲兵第二、第十團、教導團）：宪兵副司令萧山令 - 卫戍司令长官部运输司令部司令周鏊山 - 陸軍裝甲兵團指揮官劉介輝第三連趙鵠振少校 - 江宁要塞部队：要塞司令邵百昌 - 炮兵第八团1个营、第十团1个营（战车防御炮計8门） - 防空司令部所属各高射炮队（大小炮27门） - 城防通信营 - 本部特务队 | - 中支那方面軍：司令松井石根大将，參謀長塚田攻，副參謀武藤章 - 上海派遣軍：司令朝香宮鳩彥王中将 - 第3師團：藤田進中将 - 第29旅團：上野勘一郎少將 - 第5旅團：片山理一郎少將 - 先遣隊（联隊）：鷹森孝大佐 - 第9師團：吉住良輔中将 - 第18旅團：井出宣時少將 - 第6旅團：秋山佳兌少將 - 第11師團：山室宗武中將 - 第10旅團：天谷直次郎少將（天谷支隊） - 第22旅團：黑岩義勝少將 - 第13師團：萩洲立兵中將 - 第26旅團：沼田重德少將（沼田支隊） - 第103旅團：山田栴二少将（山田支隊） - 第16師團：中島今朝吾中将 - 第19旅團：草場辰巳少將 - 第30旅團：佐佐木到一少將 - 重藤支隊：重藤千秋 - 第10軍：司令柳川平助中将 - 第6師團：谷寿夫中将 - 第11旅團：坂井德太郎少將 - 第36旅團：牛島滿少將 - 第18師團：牛島貞雄中将 - 第23旅團：上野龜甫少將 - 第35旅團：手塚省三少將 - 第114師團：末松茂治中将 - 第127旅團：秋山充三郎少將 - 第128旅團：奧保夫少將 - 第5師團歩兵第9旅團：國崎登少将（國崎支隊） - 第三飛行團：值賀忠治 |

## 戰役過程

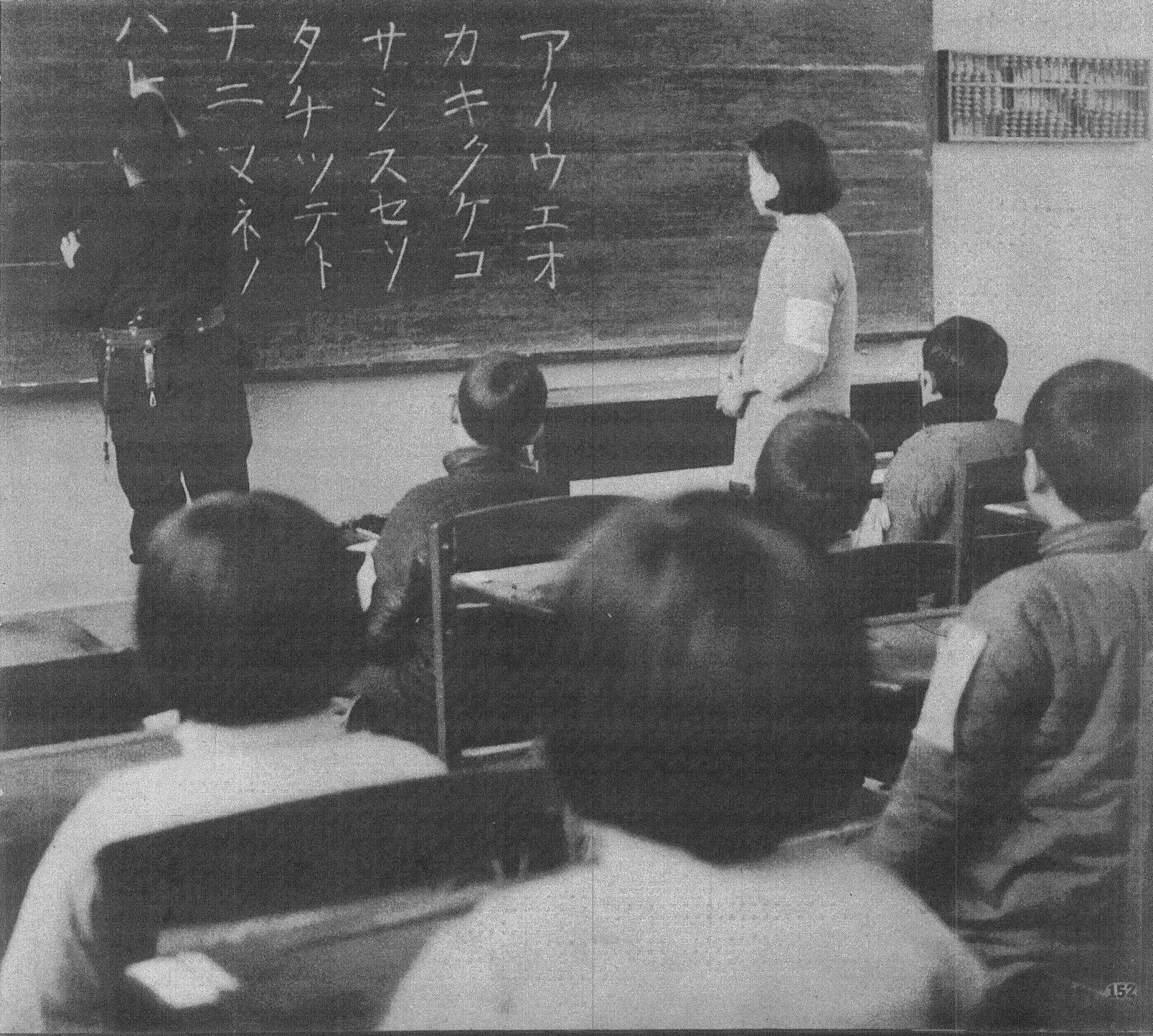
南京東邊的鎮江最先失守。1938年1月20日，日本軍官在日佔區——鎮江——教中華民國學生日語。

12月1日，日本裕仁天皇批准「大陸命第8號」：「中支那方面軍應與海軍協同，進攻敵國首都南京。」國民政府調集第十軍徐源泉，第八十三軍鄧龍光，及淞滬會戰撤出之第六十六、七十一、七十二、七十四、七十八軍，教導總隊、警備、憲兵步隊參與南京保衛戰。粤军第八十三军、第六十六军担负龍潭、汤山第一线防御。
12月2日，江陰方面發生激烈陸海空激戰，丹陽與江陰同在12月2日失守，3日日軍進至句容，離南京120里，另數路亦趕到石頭城下，開始圍攻南京:82。日軍第9師團、第16師團分別攻佔金壇、丹陽，第114師團佔領溧陽。日軍第3師團於蘇州集結，被定位為二線師團，跟隨9師團的路線前進。
12月3日，上海派遣軍第9、16師團主力沿丹陽向句容推進。
12月4日，國軍第八十八師孫元良部，與陸軍裝甲兵團第三連（一號戰車）在南京南方和日軍正面接觸。
12月6日，日軍發動全面進攻，第三飛行團以龍華、王濱機場為基地，廣德、常州為前進機場，猛烈轟炸國軍主要陣地。日軍第11師團第10旅（天谷支隊）佔領鎮江，並繼續沿揚州－仙女廟朝江北大運河前進。國軍以第七十四、八十三軍防衛主要陣地，第七十二、七十八軍及教導總隊部署於獅子山、雨花臺、紫金山等最後防禦陣地。第六十六军在汤山坚决抗击日军的进攻。
12月7日，蔣中正於凌晨離開南京，前往廬山。日軍第114師團佔領秣陵關，第6師團急行軍至114師側翼，聯合對雨花臺一線陣地進行攻擊，遭國軍頑強抵抗。12月7日下午，日军第16师团师团长中岛今朝吾在汤山作厂言家村遭66军炮火被炸伤左腿。7日，日本中支那方面軍下達南京城攻佔要領：（節錄）

一、勸告開城謀求和平方式進城……
……

七、（之二）特別嚴格規定部隊軍紀風紀，使中國軍民尊敬服從日本軍的威武……
12月8日，日军占领汤水镇（今汤山镇）。12月8日晚，日军全线突破中国军队的外围防线。唐生智下令撤守外圍陣地，退向城廓一线阵地；但沒有擬訂撤退計劃，造成守軍移動時遭到日軍尾隨，直逼南京城。本日日軍第6師團與第114師團對駐守將軍山與牛首山的國軍第58師發動進攻而戰況激烈，國軍第58師在傷亡慘重的情況下，退至城內水西門修整。然日軍僅在將軍山就戰死300多人，包括1名少佐。
12月9日，日軍攻佔市郊後，派出軍機向南京上空投放松井石根對守軍之中譯文「致南京衛戍司令唐生智勸降文告」，限國軍在隔日中午前投降，否則將要發動總攻擊。日軍國崎支隊佔領太平，渡過長江朝浦口前進。日軍第三飛行團密集轟炸中華門。
12月9日，为避免部队和机关职员逃命过江，唐生智通过卫戍司令长官部发布命令，把南京通浦口的船只，一起交宋希濂第三十六师看管，长官部也没有留下一条船只；擅自过江者以军法从事。“各军所有船只，一律交本部运输司令部（司令周鏊山）负责保管，不准私自扣留；着派第七十八军军长宋希濂负责指挥沿江宪警，严禁部队散兵私自乘船渡江，违者即行拘捕严办，倘敢抗拒，准以武力制止。”命令下达后，实际上有不少部队的船只并未交出，其中以徐源泉部扣留的为多。
12月10日，上午11點要求投降遭拒後，日軍在朝香宮鳩彥王指揮下向南京發起大規模進攻，國軍士氣低落、部隊潰散。日軍第18師團推進至蕪湖。第16師團佔領蒼波門、下麒麟門，並朝附近之紫金山進擊。日軍第6與第114兩個師團共約4萬人的兵力也對防禦雨花台的孫元良部第72軍(下轄僅第88師，加上軍直屬部隊共約8,000~9,000人)發動強攻，結果遭遇頑抗死傷慘重，其中第6師團出動下轄的3個步兵聯隊合力進攻第88師陣地，在火力與兵力占絕對優勢的情況下卻被孫部痛擊重創，僅步兵第47聯隊第3大隊的3個步兵中隊就遭遇毀滅性打擊，其中第11中隊更是幾乎全滅，中隊長也傷重不治，第6師團第2野戰醫院一部就已經接收超過300名傷兵，最後第6師團在裝甲部隊與航空兵支援下才總算攻陷雨花台，代價卻極為巨大，僅11日當天第6師團就有8名中隊長慘遭孫部官兵擊斃。同樣參與圍攻孫元良部的日軍第114師團也付出極高昂代價，僅第步兵115聯隊第3大隊就在12月10日至13日投入716名兵力參戰，結果被孫部擊斃38人且有145人輕重傷，該師團另一步兵聯隊步兵第150聯隊則在12月10日至13日投入2,236名兵力參戰，結果被孫部擊斃55人且被擊傷148人，第114師團亦有2個大隊長被孫元良部所擊斃。估計9-14日，孫部至少擊斃16名軍銜在中尉以上的日軍軍官，其中包括野戰重砲兵第14聯隊聯隊長井手龍男大佐（他死後被追晉為少將），而日軍於南京保衛戰期間可確認的軍銜中尉以上陣亡軍官也僅27人。
就在日軍第6師團主力進攻雨花台的當下，第6師團師團長谷壽夫也派出該師團下轄的步兵第45聯隊對上新河（上河鎮）、水西門、清涼山發動進犯，試圖切斷南京守軍的退路，結果在12月11日早晨遭遇駐防當地的憲兵部隊的頑抗，由於憲兵部隊配備一定數量的自動武器（如MP18衝鋒槍），所以率先進攻的步兵第45聯隊第3大隊死傷慘重，即便在砲兵、裝甲兵與航空兵支援下，直至11日傍晚日軍仍然無法攻陷國軍陣地，直到步兵第45聯隊第2大隊投入作戰才總算逼退駐守上新河與江東門陣地的國軍憲兵部隊與第58師一部。
12月11日，南京衛戍司令官唐生智，向蔣中正發了一則電報：

從12月9日到11日，日軍自光華門迫近三次。……11日中午開始，壞消息頻傳，雨花臺地區、安德門、鳯台門陷入敵手，迅速下令第八十八師逕赴前線，與第七十四軍、第七十一軍並肩作戰……

12月11日蒋公在三峡船上同陈布雷一起商定了给南京唐生智的撤城令。12月11日中午十二时许，该命令由第三战区司令长官顾祝同电话转告唐，“委员长已下令要南京守军撤退，你赶快到浦口来，我现在要胡宗南在浦口等你。”“敌人已到六合，情况非常紧急。”“你今晚务必撤退过江。”唐拒绝立即过江，于当晚组织制订撤退方案。
12月12日凌晨二时，卫戍司令长官部副长官罗卓英、刘兴，参谋长周斓、参谋处长廖肯、副处长林维周、参谋处第一科科长谭道平在唐公馆到齐，唐生智说：“现在城已被击破，无法守卫了，委员长已有命令，叫我们撤退，你们赶快去准备撤退命令吧！”即由参谋处长廖肯、参谋处第一科科长谭道平执笔起草撤退令。
12月12日，南京東南方紫金山、雨花臺淪陷，守軍全數殉國。

孫元良第八十八師之戰鬥詳報：（節錄）
12月12日晨，沿京蕪鐵路進攻之敵已逼近賽虹橋。雨花台方面因係敵主攻所在，雖經全部我官兵奮勇苦鬥，奈外無糧彈，內無援兵，且敵挾戰車、飛機、大砲……上午，韓團長憲元、營長黃琪、周鴻、符儀廷先後殉難；下午旅長朱赤、高致嵩，團長華品章、營長蘇天俊、王宏烈、李強華亦以彈盡援絕，或自戕或陣亡，悲壯慘烈，全部官兵六千餘員皆英勇壯烈殉國。

雨花台陣地淪陷後，日軍直攻中華門。防禦中華門的便是孫元良指揮的第72軍補充團與第88師工兵營，面對日軍強大的砲火與裝甲部隊支援，孫部官兵持續頑強抵抗，雙方於城牆邊與城牆上展開激烈的戰鬥，因為守軍作戰勇猛以及南京城牆堅固厚實，日軍一時之間難以得手，日軍甚至組織敢死隊試圖登城，陣地數次易手，日軍在傷亡慘重下才總算攻陷88師陣地，孫部官兵在陣地失守下仍舊發動反擊試圖奪回，其強悍意志令日軍戰後仍然記憶深刻。
12月12日下午，第八十八師遭日軍重炮轟擊，俞濟時、孫元良想渡江撤退經唐生智與宋希濂勸阻返回。据宋的回忆：

“十二日，……第八十八师师长孙元良率所部两千余人向下关方面退却，企图过江。唐生智得悉，命我负责堵阻。我当力劝孙元良万不可这样擅自行动。孙为情势所迫，乃又率所部回中华门附近。……十二日敌军猛攻中华门，这一地区落的炮弹颇多，许多房屋被毁，遂使这一带的居民发生恐慌，纷纷趋往安全区。当其奔走逃难之时，更高呼亲友，告以日军已冲人城内。而第八十八师及一些高射炮队等亦加入退却。至是，自中山东路起通往下关江边之马路上，拥挤不堪，纷纷争先，梗塞于途。亦有急于奔逃，而将各物抛弃途中者。逃难中的居民及一部分散兵，亦有迁入难民区者。总之，十二日下午形成了极端混乱的状态。”

然而與宋希濂回憶大相逕庭的是，南京警察廳保安總隊長趙世端於1937年12月19日的所上交報告卻指出：“八八、八七、三六等師司令部及重要輜重灰（10日）晚已由八八師之軍需處卸運漢口。孫元良軍自文（12日）晨雨花台失守至長官公署請援，即刻再返中華門督戰。”孫元良並未如宋希濂回憶那樣擅離職守率部逃亡卻被宋希濂擋下勸阻，而根據日軍資料與戰後參戰日軍編寫的部隊史，日軍於12日在中華門遭遇孫部官兵有組織且頑強的抵抗，陣地數度易手，守軍並未有潰逃現象。
唐生智于12月12日下午二时通过长官部电话通知南京守军各军师长召开作战会议。12月12日下午17时各军长、师长以上将领以及卫戍司令长官部的罗卓英、刘兴、周斓、佘念慈等在在百子亭唐公馆开会，这是南京卫戍战中的最后一次会议。出示軍事委員會電：「如情況不能久持時，可相繼撤退，以圖整理，而期反攻」，唐生智下达守军全军撤退的命令，撤退部署每人发一张（用油印印好的），对于各部队的撤退时间、先后、路线都有详细规定。制订了各部队当夜十一时的突围方向与目标及集结地点，要旨是“大部突围，一部渡江”（即36师和总部从下关过江，其他部队应正面突围）。到会将领都默不作声。唐生智即着各军师长在突围计划上签字。唐生智说：“各部队应指出统率的长官，如其因为部队脱离掌握，无法指挥时，可以同我一起过江。”“惟特许各军长随同过江。”会议只历时二十分钟就散会。會議尚未結束，撤退的消息就已傳開。当日17时半，守军各部隊在混乱中开始突圍。唐生智、宋希濂、孫元良、徐源泉、邵百昌先後撤離。除了广东的两个军（邓龙光和叶肇部）按计划正面突围，宋希濂部第36师遵照命令由浦口撤退以外，其他部队都没有按照命令实行正面突围，而是一拥而上直奔下关江边。並在由於司令部間很多互相矛盾的命令及簡單的命令被遺漏，少數部隊不知撤退命令，事实上成了“大部渡江，一部突围”，守军绝大部分部队都向城北下关挹江门一带江边溃退。而在上新河與日軍第45步兵聯隊第3大隊及獨立山砲兵第2聯隊激戰近兩日且擊退敵軍數十次衝鋒的憲兵部隊，則在後方橋梁被炸毀的情況下與第58師一部一同撤往下關，並在城郊設伏痛擊尾隨追擊的日軍步兵第45聯隊第2大隊，但在日軍支援砲火轟擊下後撤，但國軍奮戰之精神令參戰日軍在戰後編寫的部隊史表示敬佩，而第74軍下轄的第51師師長王耀武則利用軍長俞济时準備的小火輪接應大量第74軍官兵渡江撤退，撤至下關準備搭乘小火輪撤退的第74軍官兵則與試圖切斷其退路的日軍步兵第45聯隊第3大隊遭遇，經血戰後第74軍憑藉數量優勢成功突破第3大隊防線撤至下關搭船，日軍第45步兵聯隊第3大隊也戰死軍官2人、戰傷軍官1人並喪失再戰之能，然第74軍第58師第174旅副旅長劉國用卻不幸在突圍過程中殉國。七十四军军长俞济时认为“各级干部伤亡已尽，老兵所余无几。未经训练之新兵难达冲击任务，乃与冯王两师长尚决转挡渡河。……至于渡河船只，各师兵站为有一部，计每次可渡千八百人”，即放弃执行唐生智的正面突围的书面命令，而是率领冯王两师退向下关渡江。负责下关防守随总部渡江的第36师宋希濂回忆：

“（撤退）命令规定占领挹江门至幕府山一线的第三十六师，负责掩护长官公署及直属部队渡江后得继续渡江，其余部队一概不许渡江，按照长官部指定的方向——广德、宣城、芜湖间地区——突围。但除第六十六军军长叶肇，第八十三军军长邓龙光执行了这个命令，率所部绕过栖霞山附近敌军，穿过其间隙突围成功外，其余多拥向下关，企图觅船过江。这就造成了十二日晚间在挹江门下关一带的极度混乱。”

“十二日下午五时半我在长官部开会回师部后，即以电话令各部队严密戒备，掩护唐长官等渡江。至九时左右长官部人员已渡江完毕。我于九时三十分集合各部队长而授要旨：（一）军掩护长官部渡江后陆续渡江；（二）第一〇六旅之第二一二团担任挹江门至下关一带的警戒，待命渡汀；（三）第一〇八旅留一部担任和平门、尧化门等地的警戒，待命渡江；四、无任务之部队，本（十二）日晚十一时开始移动，至和记公司附近集合，归第一O八旅刘英旅长指挥；五、各部队概由金川门出城，不准经过挹江门。我率师司令部人员及直属队于是日晚十二时到达和记公司附近，当觅得小汽艇两艘，民船十五只，即开始渡江。第一次渡江后，派人将船押回江南续运。但麇集下关之其他部队均向和记公司附近拥挤，第三十六师的部队多被冲乱，有些船亦被他们抢渡去了。至十三日晨八时止，本师渡江到了浦口的约为三千人，未能渡江者占半数以上。”
在此防守的第36师宋希濂部没有及时得到新的命令，仍依唐生智以前关于不让一人一枪出城的指示，誤以為友軍擅自撤退而使用機槍掃射。這些混亂加上戰前欠缺心理準備，讓國軍很少有機會可以撤退。僅粤军第六十六軍与第八十三军依照唐生智的撤退计划：“广东部队归叶肇指挥，掩护主力撤退后，由太平门突围出城，经当涂、宣城、宁国集结徽州整训的任务”，“率部到太平门集中；我们立即向太平门移动，部署突围”，以叶肇部作先锋（叶部66军入城后未被使用，故集结容易），邓龙光部83军作后卫，抢先突围，当晚20时许从太平门出城，叶肇、罗策群亲自指挥部队拆除堵塞太平门城门的沙包，“时又值教导总队撤入城内，互相挤拥，队伍紊乱”，当晚九时许在太平门开路出城，沿京杭国道（即宁杭公路）南进，沿途为防敌的堑壕、地雷所阻，进展迟缓。当晚约十二时到达紫金山东北岔路口，先头部队与据守该处日军接触，罗策群几次督队扑敌，最后举起马鞭，大呼：“跟我来，几大就几大，晤好做哀仔呀”壮烈殉国。12月13日凌晨，邓龙光军长突围到淳化镇附近，身边只剩下直属队十几人。叶肇军长回忆：“我军死守孤城，虽可稍延时日，然我守敌攻，主客互易，处处陷于被动。敌可集中陆空军击我一点，城池虽固，势难持久。况十二日雨花台、紫金山第一峰之要点，亦已失陷，城内全被瞰制。若向后转移，则有长江之阻，大部队渡江，甚感不利。与其为敌歼灭，或自淹死江中，如何反攻，与敌作殊死战，则胜负之素，未可定也。兵法有云：置之死地而后生。故宜以旺盛之企图，出敌不意毅然反攻也。”叶肇与军参谋长黄植南冲过岔路口后，即遥望山地摸索前进，天明至汤山附近，便衣化装难民走到上海搭轮回粤。日本航空部隊與特別攻擊隊在攻佔南京的過程中，於長江上游15至28英里處，誤擊英美船隻巴內號（美國警備艇）、列迪巴多號及瓢蟲號（英國軍艦，遭日本陸軍炮擊），引起外交紛爭。
12月13日早晨，日軍第6師團及第114師團首先入城，同時第9師團進入附近的光華門，日軍第16師團與第9師團其中一部則進入中山門及太平門，山田支隊佔領烏龜山，朝幕府山前進。同日下午，2支日本海軍小型艦隊到達長江兩岸。
12月13日下午六时许第83军军长邓龙光在秣陵关附近龙都化装为难民时，想把名片和唐生智的书面突围命令焚毁，经身边副官劝说保留下来。12月21日第83军军长邓龙光一行数人到达南陵上官云相的防地，突围成功。
根據日軍第16師團下轄的步兵第33聯隊在南京保衛戰後寫的戰鬥詳報，該聯隊在12月10日至14日共投入兵力2,235人參與戰鬥，其中該聯隊參戰單位為聯隊本部、第2大隊、第3大隊、聯隊炮中隊、速射砲中隊，上述單位共計陣亡40人，受傷164人，但該聯隊第1大隊傷亡人數未在統計範圍內，極有可能配屬其他單位而將其傷亡數據紀錄於被配屬單位之戰鬥詳報。
隨後6個星期，日軍展開了南京大屠殺。
1938年1月中旬，第六十六军、第八十三军各收容得由南京陆续突围出来的官兵一两千人不等。第六十六军由林伟俦、莫福如、郭永镳率领，第八十三军由王得全率领，分别向湖南的攸县、安仁等处集中训练。
1938年1月中旬，蒋介石在武昌珞珈山召开了一个军事会议，会上不少尝过南京逃难风险的将军们都说唐生智放弃南京，没有下达命令，弃城逃走，酿成惨重的牺牲，唐生智应负完全责任。邓龙光出示了唐生智撤离南京前给他的油印的撤退、突围命令，给唐生智解了围。

## 结果和影响
中國正統政權的首都在明末的甲申之變近300年后，再次被外來民族占領，一直到1945年日本投降，中華民國才得以還都南京。同時，南京在80年前的太平天國一役中遭到曾國藩的湘軍摧毀，在清末民初時期逐步恢復元氣，但此次南京保卫战后日本在城内發動大屠殺，把南京城再次摧毀。在相隔不夠100年的時間中遭到兩次屠城，放眼世界歷史亦爲罕見。

### 此役殉国之国民革命军将领
- 萧山令（1892年－1937年）宪兵司令部副司令兼代理首都警察厅厅长、南京市长（1937年12月担任）。湖南益阳人。保定陆军军官学校第三期。南京保卫战时负责防守上新河，雨花台，光华门等阵地。12月12日上午，萧山令率部与日军激战杀伤当日全部进攻日军，准备同日军巷战时，接上级命令撤退。该日夜于仪凤门外又指挥宪警与追敌激战，渡江时为日军汽艇机枪扫射中弹受伤，拔枪以最后一弹自戕，殉国。后追晋中将。
- 朱赤（1900年－1937年）国民革命军第八十八师二六二旅少将旅长。江西修水人。1925年7月入黄埔陆军军官学校第三期步兵科。1937年11月奉命率部保卫南京。12月10日，日军第6师团在光华门攻击失败。逐以两个师团三万兵力在飞机，大炮，坦克的协同下猛烈攻击二六二旅防守阵地。守军奋勇死战，阵地也逐渐被破。12月12日下午，朱赤所率残部一百余人因弹尽力竭全部殉国。
- 高致嵩（1898年－1937年）国民革命军第八十八师二六四旅少将旅长。广西岑溪人。1925年7月入黄埔陆军军官学校第三期步兵科。1937年12月与八十八师二六二旅死守雨花台，光华门重要阵地。12月12日下午，杀伤日军数千后，因弹尽与全旅大部官兵殉国。追晉为陆军中将。
- 易安华（1900年－1937年）国民革命军第八十七师二五九旅少将旅长。江西宜春人。1925年入黄埔陆军军官学校第三期宪兵科。11月奉命率部保卫南京。12月参加战斗。与八十八师二六二，二六四旅死守雨花台，光华门重要阵地。1937年12月12日在光华门附近力战殉国。
- 罗策群（1893年－1937年）国民革命军第六十六军一五九师少将副师长、代理师长。广东兴宁人。保定陆军军官学校第六期工科毕业。1937年12月参加南京保卫战，率部与日军在外围汤山激战。该师师长已经渡江北撤后，罗策群代理师长。1937年12月12日夜，66军突围中，罗策群亲自率部在紫金山东北岔路口冲击日军防线时殉国。
- 姚中英（1896年－1937年）国民革命军第八十三军一五六师少将参谋长。广东平远人。黄埔陆军军官学校第二期。1937年12月奉命率部保卫南京。1937年12月12日，日军用一个师团兵力攻入紫金山东的青龙山。为掩护其他友军。率整师在紫金山东冲锋，杀出一条血路。身先士卒，殉国。
- 司徒非（1893年－1937年）国民革命军第六十六军一六O师少将参谋长。广东开平人。1917年入保定军校第六期，1919年毕业。1937年11月上海沦陷，随军退守南京。1937年12月6日汤山阻击战开始，12月10日奉命突围。随部经太平门突围至句容撤至大水关与日军大部相遇，激战三日，1937年12月13日，因弹尽身中数弹后与数千将士全部殉国。
- 李兰池（1899年－1937年）国民革命军第五十七军一一二师少将副师长。辽宁锦西人。1926年冬，入东北陆军讲武堂第七期步兵科。1937年12月12日，南京城破，奉命突围，激战中率部与日军于太平门肉博战中，不幸中弹，殉国。
- 刘国用（1898年－1937年）国民革命军第七十四军五十八师一七四旅少将副旅长。广东梅县人。黄埔陆军军官学校第三期步兵科毕业。1937年11月率部奉命保卫南京，12月9日于牛首山一带与日军激战，1937年12月13日因率部數千人至下關搭乘小火輪撤退時，遭遇敵第45步兵聯隊第3大隊並爆發激戰，不幸於突圍過程中於水西门外殉国[7]。。
- 蓝运东（1899年－1937年）国民革命军预备第十师少将参谋长。湖南醴陵人。1924年入黄埔陆军军官学校第一期。12月于南京殉国。
- 万全策（1902年－1937年）国民革命军教导总队第一旅少将参谋长。广西苍梧人。入广东西江讲武堂，后进过中训团研究班。1937年12月第一旅防守紫金山工兵学校左侧、孝陵卫、西山、中山门一带，万全策自12月8日起协助旅长周振强与敌交战，主阵地始终未失。至12月11日战事最激烈时阵亡，殉国。
- 雷震（1901年-1937年）国民革命军教导总队第三旅上校副旅长。四川蒲江人。1937年12月12日率孤军与日军第16師團遭遇，血战殉国[63]。追晉少将。
- 谢承瑞（1905年－1937年）国民革命军教导总队第一旅二团上校团长。江西南康人。法国里昂中法大学陆军专业毕业。南京保卫战之初所部与八十七师二六O旅防守工兵学校。12月9日，防守淳化的五十一师败退回城，在尾追的日军第九师团的猛攻下阵地失守，遂退入光华门与八十七师、一五六师、宪兵教导二团等坚守城垣，并迫退城外日军。12月10日于光华门两度击退破城日军，歼灭残敌，但亦在战事中为火焰伤，12月13日凌晨奉命向下关方向撤退，于挹江门因身体虚弱被拥挤失控的人群踩倒身亡。追晉少将。
- 华品章（1902年－1937年）国民革命军第八十八师二六二旅上校副旅长。。四川西昌人。于1937年12月12日下午，与旅长朱赤率残部一百余人杀伤大量日军后因弹尽全部殉国。追晉少将。
- 韩宪元（1902年－1937年）国民革命军第八十八师二六二旅五二四团上校团长。广东文昌人。于1937年12月12日下午，与旅长朱赤率残部一百余人杀伤大量日军后因弹尽全部殉国。追晉少将。
- 黄纪福（1902年－1937年）国民革命军第六十六军一五九师四七七旅上校副旅长。广东梅县人。1937年12月参加南京保卫战，拒敌于汤山。汤山失守后经麒麟门退至大水关集结待命。12月10日随一五九师调驻明故宫，策应增援光华门的一五六师。1937年12月12日，南京失守，随六十六军经太平门突围，沿途战斗中牺牲。追晉少将。
- 蔡如柏（1899年[64]－1937年）国民革命军第六十六军一六O师九五六团上校团长。广西陆军干部养成所毕业。1937年12月13日在汤山与日军第十六师团激战中殉国。追晉少将。

### 戰後
1937年12月13日起，華中方面軍司令松井石根下令「紀律肅正戰俘」（屠殺戰俘）。日軍第16師團佔領紫金山後，俘虜敵軍萬餘人向師團參謀中澤三夫請示，經參謀長確認後下令俘虜全殺；16師師團長中島今朝吾則對蔣中正私人物品非常感興趣，將官邸、辦公室財物陳設搜括一空。同日，日軍進入私立金陵女子文理學院，劫走圖書古物玉器銅器等。12月17日，日軍舉行「南京入城式」。12月18日，「慰靈祭」。
根據日軍內部檔案，從1937年11月8日到12月13日為止，華中方面軍總共死傷2萬6,000多人。
根據日方資料，日軍僅第6師團就在南京保衛戰至少戰死306人，戰傷882人，然此數據嚴重低估日軍第6師團死傷，例如根據該統計第6師團在牛首山僅陣亡19人，受傷97人，但根據日方其他資料顯示第6師團在牛首山遭遇激烈頑抗而死傷慘重，僅工兵聯隊組成的40人敢死隊就幾乎全滅，生還者僅3人，另據該統計日軍在12月10日至11日於安德門一帶戰死163人、戰傷288人，但該師團僅下轄之步兵第47聯隊第3大隊卻有3個中隊在10日晚間至11日凌晨在安德門附近的82高地遭遇毀滅性打擊，其中第11中隊幾乎全滅，中隊長首藤武中尉也傷重不治，足見該項統計低估日軍傷亡之嚴重。另外第9師團下轄之經理部則紀錄該師團至少戰死460人，戰傷1,156人，然而此數據仍然嚴重低估，因為根據《步兵第三十六联队中支那方面行动概要》此一日軍原始檔案，僅第9師團下轄的步兵第36聯隊就在南京戰役戰死257人、戰傷546人。
日軍第114師團於隔年10月還必須接收補充人員1,731人，考慮該師團在徐州會戰期間傷亡極低也未參與武漢會戰，且先前就很可能接收大量補充人員，以此可推斷該師團自11月上旬登陸杭州灣直至南京淪陷為止，因陣亡與殘廢退伍人數甚多導致產生大量缺額（重傷致殘者以外的傷兵應未在補充範圍內）。
根據研究者依據日本史料的考證，南京保衛戰國軍總共擊斃日軍中尉以上軍官至少27名，包括大佐1名、少佐5名、大尉13名、中尉8名，其中官階最高者為野戰重砲兵第14聯隊聯隊長井手龍男大佐，他死後被追贈為少將。
據戰後出版的日本部隊史，日軍第9師團下轄之步兵第36聯隊自10月初登陸上海至南京淪陷，總共陣亡1,565人，其中該聯隊在南京保衛戰的陣亡人數有206人、257人、275人這幾種說法。
1937年12月14日，中共中央舉行政治會議，隨著日軍攻佔南京，毛澤東所堅持的獨立自主路線獲得黨內肯定，會議裡糾正了以王明為首，所謂統一戰線團結抗日的右傾投降主義。
1937年12月16日，汪兆銘向蔣中正表示：「想以第三者出而組織，以為掩護。」

1937年12月16日，蔣中正發表《我軍退出南京告全國國民書 （页面存档备份，存于）》，重申抗戰到底的決心，其內容足以媲美邱吉爾的告英國同胞書：
此次抗戰，開始迄今，我前線將士傷亡總數已達三十萬以上，人民生命財產之損失，更不可以數計。……就中國本身論之，則所畏不在鯨吞，而在蠶食，誠以鯨吞之禍，顯而易見，蠶食之禍，緩而難察。……且中國持久抗戰，其最後決勝之中心，不但不在南京，抑不在各大都市，而實寄於全國之鄉村與廣大強固之民心；我全國同胞誠能曉然於敵人鯨吞無可倖免，父告其子，兄勉其弟，人人敵愾，步步設防，則四千萬方里國土以內到處皆可造成有形無形之堅強壁壘，以制敵之死命。……
1937年12月18日，唐生智至達武漢：「原定14日撤出，嗣於12日午後敵由幾處衝進，遂分別突圍，即第36、51、58、87、88師過江北撤。原定衹36師保護重兵器渡江走，乃臨時隨88師走。其餘出太平門西南撤走。」
1937年12月19日，徐永昌日記：13日，南京失陷。18日唐生智到達武漢向我說：「原定14日撤出南京，嗣於12日午後敵由幾處衝進，遂分別突圍。若不為復仇，真不願出圍也。」一個月前，唐生智自請誓死守南京，並引述太原守城自戒，以傅作義未能與太原共存亡為恥。如今以「復仇」自解。當日蔣中正在紀念週會上斥責軍政人員不負責、沒能力、可恥種種，所言極是。
1937年12月26日，唐生智見到蔣中正稱「比以待罪之身來鄂晉謁，反承溫慰，並覺惶悚。」並未有當面責備之事。
1938年2月26日，松井石根、朝香宮鳩彥王、柳川平助等人被裕仁天皇召回日本，特贈銀瓶以嘉勉他們攻克南京。
1938年起蘇俄對中國之協助轉趨積極，但出口到中國的物資僅占外蒙古的三分之二。
1938年9月30日，唐紹儀在上海家中遭軍統局“制裁”。隔天，蔣中正日記：「實為革命黨除一大奸。此賊不除，漢奸更多，偽組織與倭寇更無忌憚矣。……」

日軍戰敗後，曾藉口推諉南京大屠殺罪行：
中國軍由於民族主義的自覺，在上海死力抵抗，苦戰多時；攻南京時亦遭中國軍堅強抵抗，日軍傷亡很重，因此痛恨國軍。所以引致南京屠殺報復。
日軍中將武藤章在遠東國際軍事法庭的訊問中曾說：「由於日華戰爭是不宣而戰的事變，所以決定對被捕的中國人不作俘虜處理（屠殺）。」
孫元良認為松井石根是：「無天良、無見識、無節操、無骨氣」。
國民政府遷都重慶後，1939年內地產鋼量掉至1,200噸，國軍兵工廠每月最多只能生產1,500萬發步槍子彈。

## 國軍失利之檢討
1938年1月11日，蔣中正在開封會議中對第一戰區、第五戰區將領自責表示：「我作為全軍統帥第一個有罪過，我們對不起已死的官兵和同胞，對不起國家，尤其對不起自己的良心。」
- 1937年12月12日，蒋中正给唐生智的手谕：“五日激战，京城屹立无恙，此全赖吾兄之指挥若定与牺牲精神。”
- 唐生智拒絕向日軍投降後下令扣留所有船隻，不許軍民渡江，卻私藏船隻為自己預留退路，本想讓將士們「破釜沈舟」、「置死地而後生」，結果扣留船隻的軍令反成了國軍突圍時的最大阻礙。當南京城郊還在激戰時，唐生智已乘車北上，經徐州往武漢[80]。之後唐生智更將棄守南京的責任歸咎於新補士兵過多與孫元良之88師潰敗。
- 黃仁宇：以唐生智報告來看，他部署未定即倉卒應戰，……少數敵兵入城時，無反攻計畫，尤無撤退及突圍規劃。蔣中正的作戰計畫缺乏縱深，此等錯誤成為日後政敵（史迪威、李宗仁）攻擊蔣不知兵之口實。
- 李宗仁：唐生智當初自告奮勇擔任南京城防司令，其實只想趁機掌握兵權，所謂與城共存亡的話，不過是空頭支票。……據說，撤退時毫無計劃，任由官兵亂竄，各自逃生。少數勇敢部隊不知究竟，誤認友軍畏縮，擅自撤退，竟在城樓架起機槍，掃射潰竄出城的友軍，卒至自相殘殺死傷枕藉…（略）[81]
- 白崇禧：唐氏已脫離部隊近十年，又沒有基本部隊可依靠……何況參與南京保衛戰的部隊多是從上海戰場上剛退下來的，有的部隊傷亡過半，士氣非常低落，以久戰疲憊之兵保衛南京不會守久。唐的體質羸弱不堪，蔣以唐防守南京，實無知人之明。
- 顧祝同：唐生智對防守南京的國軍各部情況不甚熟習，於是蔣中正命令我留在南京協助唐生智指揮作戰。
- 孫元良：唐生智未能靈活運用部隊，也未盡指揮官的責任，任由部隊戰至戰力全失……由於他的「清靜無為」、「作壁上觀」，若干部隊被凍結起來，始終沒放過一槍。
- 宋希濂：第36師打完淞滬戰役後，全師僅剩3,000人又奉命參戰，駐京之後雖補充新兵4,000人，但全師多是初入伍沒摸過槍的新兵。另外，在突圍作戰時，各軍師不重視上級命令，因此部隊失其掌握，草木皆兵。以導致各級官長放棄職責互不相顧。
- 日軍步兵33聯隊：紫金山的國軍陣地是倉促構築的，因此除迫擊炮外，無法使用砲兵火力砲擊日軍。且國軍陣地設備笨拙，射擊死角多，又未能清除影響射擊之樹林。南京天文台高地有構築堅固防禦工事，紫金山頂鋒雖被日軍攻佔，國軍仍可據守抵擋，但天文台高地守軍幾乎未加抵抗就撤退。
- 杜聿明：德製一號戰車有槍無炮，威力不大，性能也不適宜。不如留下英製水陸兩用戰車（裝甲兵團第2連「維克斯」戰車），有槍有炮，必要時又可橫渡長江[82]。